# Estación de Campomanes
Campomanes (Campumanes según la nomenclatura de Renfe) es una estación de ferrocarril situada en el municipio español de Lena, en el Principado de Asturias, y presta servicio a la localidad de  Campomanes. Dispone de servicios de Media Distancia y de Cercanías Asturias.

## Situación ferroviaria
Las instalaciones ferroviarias se encuentran situadas en el punto kilométrico 102,211 de la línea férrea de ancho ibérico Venta de Baños-Gijón, a 393 metros de altitud. El tramo es de vía única y está electrificado y se caracteriza por su difícil orografía al tener que superar el puerto de Pajares. 
Los pasajeros que se apean en la estación de Campomanes deben recorrer una distancia de unos 250 metros para llegar al centro de la población, tras atravesar la carretera a Pajares (N-630).

## Historia
La estación fue abierta al tráfico el 15 de mayo de 1881 con la puesta en marcha del tramo Pola de Lena-Puente de los Fierros de la línea que pretendía unir León con Gijón. La construcción fue obra de la Compañía de los Ferrocarriles de Asturias, Galicia y León creada para continuar con las obras iniciadas por Noroeste anterior titular de la concesión. Su situación financiera no fue mucho mejor que la de su antecesora y en 1885 acabó siendo absorbida por Norte. En 1941, la nacionalización del ferrocarril en España supuso la desaparición de esta última y su integración en la recién creada RENFE. 
Desde el 31 de diciembre de 2004 Renfe Operadora explota la línea mientras que Adif es la titular de las instalaciones ferroviarias.

## Servicios ferroviarios

### Media Distancia
Los servicios de Media Distancia de Renfe que tienen parada en la estación enlazan las ciudades de León, Oviedo y Gijón. La frecuencia varía entre 1 y 2 trenes diarios.
| Línea MD | Servicio | Origen/Destino          | Paradas intermedias | Destino/Origen |
| -------- | -------- | ----------------------- | --- | -------------- |
| 24       | Regional | León                    | La Robla · La Pola de Gordón · Santa Lucía · Villamanín · Busdongo · Linares-Congostinas · Puente de los Fierros · Campomanes · Pola de Lena · Ujo · Mieres-Puente · Llamaquique · Oviedo · Calzada de Asturias | Gijón          |
| 24       | Regional | Valladolid-Campo Grande | Valladolid-Universidad · Cabezón de Pisuerga · Corcos-Aguilarejo · Cubillas de Santa Marta · Dueñas · Venta de Baños · Palencia · Grijota · Becerril · Paredes de Nava · Villada · Grajal · Sahagún · El Burgo Ranero · Palanquinos · León · La Robla · La Pola de Gordón · Santa Lucía · Villamanín · Busdongo · Linares-Congostinas · Puente de los Fierros · Campomanes · Pola de Lena · Ujo · Mieres-Puente · Llamaquique · Oviedo · Calzada de Asturias | Gijón          |

### Cercanías
Forma parte de la línea C-1 de Cercanías Asturias. Una decena de trenes diarios en ambos sentidos la unen con Gijón y Oviedo. Los fines de semana la frecuencia se reduce a media docena de trenes. La duración del viaje es de unos 45 minutos a Oviedo y una hora y diez hasta Gijón en el mejor de los casos.
| procedencia/destino | < estación    | Línea | estación > | destino/procedencia   |
| ------------------- | ------------- | ----- | ---------- | --------------------- |
| Gijón               | La Cobertoria |       | La Frecha  | Puente de los Fierros |